# Sonja Langová
Sonja Langová (dříve Sonja Elen Kisaová; narozena 1. listopadu 1978) je kanadská překladatelka (překládá v různých kombinacích mezi angličtinou, francouzštinou a esperantem) a tvůrkyně jazyka toki pona. Žije v Monctonu v provincii Nový Brunšvik. Vyznává taoismus, na základě jehož filozofie také vytvořila svůj jazyk toki pona. Jejím nejdůležitějším překladatelským počinem je překlad taoistického spisu Tao te ťing do esperanta.

## Publikace
- Lang, Sonja. Toki Pona: The Language of Good. c2014. 134 s. ISBN 9780978292300.